# دوروثي بلاك (روائية)
دوروثي بلاك (بالإنجليزية: Dorothy Black)‏ (1890، برادفورد في المملكة المتحدة - 1977، اسكتلندا في المملكة المتحدة)؛ صحفية، كاتِبة وروائية بريطانية.